# Lionel Royer

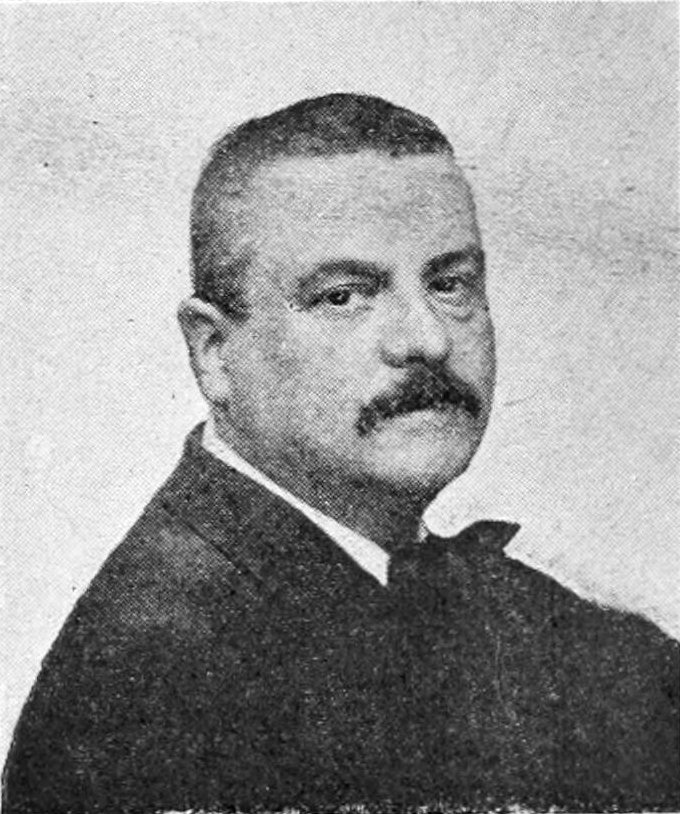
Lionel-Noël Royer

Lionel Royer (Lionel-Noël Royer; * 25. Dezember 1852 in Château-du-Loir (heute: Montval-sur-Loir), Département Sarthe; † 30. Juni 1926 in Neuilly-sur-Seine, Département Hauts-de-Seine) war ein französischer Maler.

## Leben
Zu Beginn des Deutsch-Französischen Krieges trat Royer in die Armee ein. Unter General Athanase de Charette de La Contrie (1832–1911) kämpfte Royer in der Schlacht bei Loigny und Poupry und fiel diesem durch seine Tapferkeit auf. Nach Kriegsende unterstützte der General mit eigenen finanziellen Mitteln Royer und ermöglichte ihm dadurch den Besuch der École des Beaux-Arts in Paris. Dort wurde Royer unter anderem Schüler von Alexandre Cabanel und William Adolphe Bouguereau.
Mit 73 Jahren starb Lionel Royer im Juni 1926 in Neuilly-sur-Seine und fand seine letzte Ruhestätte auf dem Friedhof von Fontenay-aux-Roses (Département Hauts-de-Seine).
Royer war verheiratet und hatte zwei Töchter und einen Sohn.

## Ehrungen
- 1882: Prix de Rome
- 1900: Bronzemedaille auf der Weltausstellung in Paris

## Werke (Auswahl)
Ölgemälde
- Triomphe de Vénus.
- Bataille de Wagram.
- Diane surprise.

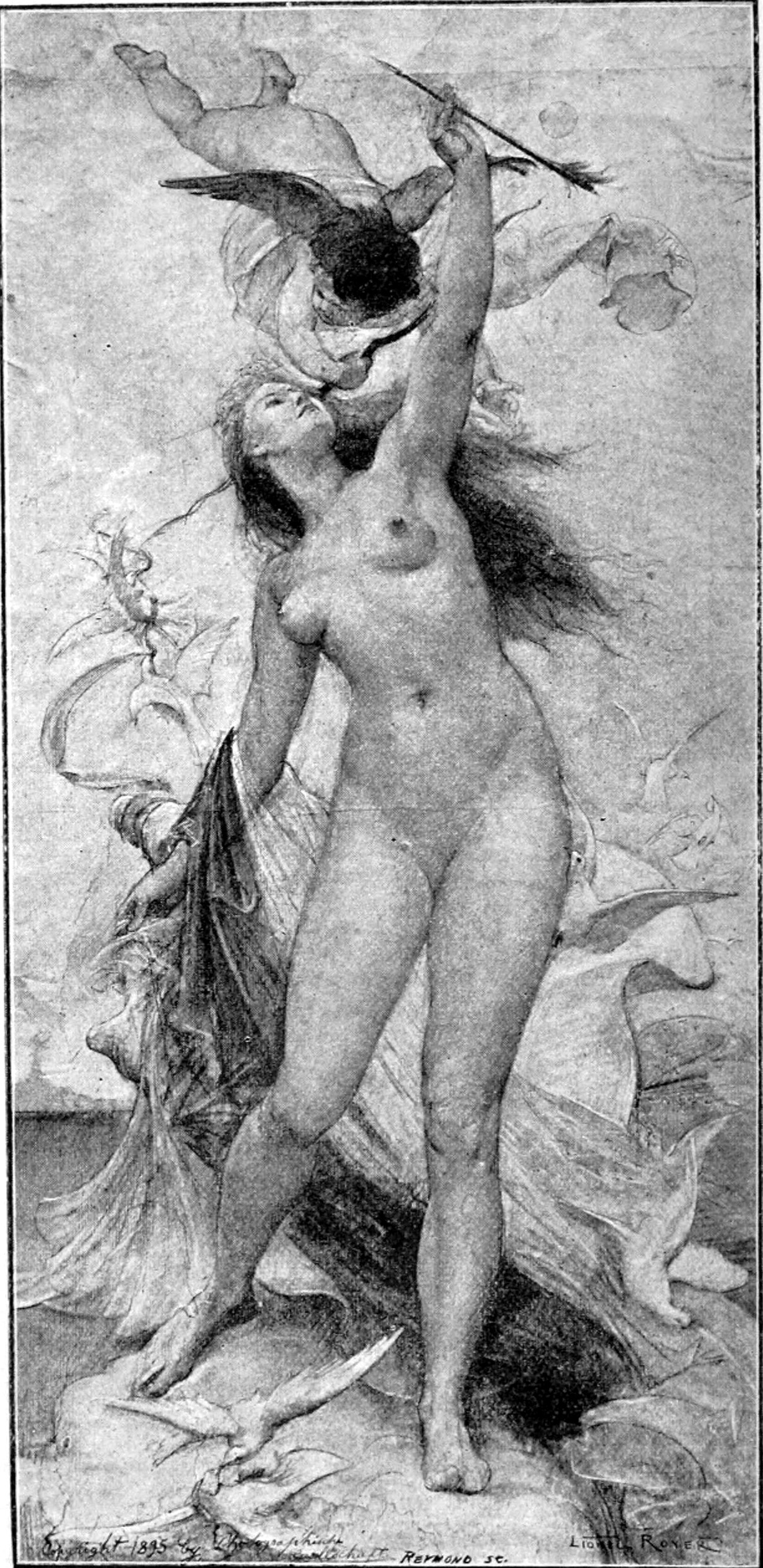
Triomphe de Vénus

- Colonel Athanase de Charette, Commandant des Zouaves Pontificaux.
- Cupido et Psyché.
- Vercingetorix jette ses armes aux pieds de César.
- Alfred Dreyfus dans sa cellule avant la déportation à l’île du diable.
- Marchande de fleurs.
- Auguste Comte et ses trois muses.

Sonstiges
- Ausschmückung der Basilika von Bois-Chenu bei Domrémy-la-Pucelle in den Vogesen.
- Ausschmückung der Kathedrale von Le Mans.